# Paraburdoo Airport
Paraburdoo Airport är en flygplats i Australien. Den ligger i kommunen Ashburton och delstaten Western Australia, omkring 990 kilometer norr om delstatshuvudstaden Perth.
Trakten runt Paraburdoo Airport är nära nog obefolkad, med mindre än två invånare per kvadratkilometer.. Närmaste större samhälle är Paraburdoo, nära Paraburdoo Airport.
Omgivningarna runt Paraburdoo Airport är i huvudsak ett öppet busklandskap. Genomsnittlig årsnederbörd är 410 millimeter. Den regnigaste månaden är januari, med i genomsnitt 175 mm nederbörd, och den torraste är augusti, med 1 mm nederbörd.